# Baseball klub Nada
Baseball klub Nada Split Ship Management je bejzbolski klub iz Splita.
Pravni je sljedbenik BK Krupa osnovanoga 1935. godine. Klub se bavio športskom djelatnošću do 1941. godine, a u klubu je još djelovala atletska i stolnoteniska sekcija.
U Splitu je 1919. u okvirima nogometnih klubova djelovalo više sekcija bejzbola, od kojih je najvažnije istaći JSD Hajduk i JSD Borac.

## O klubu
Ovu atraktivnu i zanimljivu igru donijeli su u Split američki mornari u prosincu 1918. godine. Završetkom Prvoga svjetskog rata u splitskoj luci bili su stacionirani ratni brodovi Francuske, Italije, Velike Britanije i SAD-a. Mornari s njihovih brodova sa zapovjednikom Philipom Andrewsom izlazili su u grad tražeći zabavu i razonodu, a neki i razbibrigu u športskim aktivnostima. Tako su američki mornari s ratnih brodova “Pittsburgh” i “Olympia” počeli na Starom placu igrati svoju omiljenu igru – baseball (bejzbol), prvo kao predigru nogometnih utakmica koje bi Hajduk odigravao protiv britanskih mornara. 
Splitski mladići brzo su prihvatili ovaj novi šport i počeli ga igrati po ledinama Splita. Baseball postaje sve popularniji pa se osnivaju tzv. “ulični klubovi”: Marjan, Baščun, Mosor, Slaven itd. Pored uličnih klubova i dva postojeća splitska sportska društva, Hajduk i Borac, osnivaju svoje baseball sekcije. Veliki doprinos razvoju baseball-a Splitu dao je zapovjednik broda “Olympia”, američki admiral Philip Andrews – počasni građanin grada Splita koji je bio je veliki zaljubljenik športa, posebno bejzbola. Pomogao je darivanjem športske opreme novoosnovanim bejzbolskim klubovima, odnosno sekcijama, kako u Splitu tako i u Omišu, Sinju, Imotskom i Zagrebu. 
Neki od zaljubljenika u baseball igraju ovu igru na Špinutu te se 1934. godine osnovao Baseball klub Krupa - Split, prvi registrirani bejzbolaški klub u ovom dijelu Europe. U to vrijeme bejzbol se igrao samo u Nizozemskoj, Italiji, Belgiji, Španjolskoj, Francuskoj i Velikoj Britaniji. Nakon Drugoga svjetskog rata u Splitu su mladići igrali tvz. “benze” što je bila izmijenjena verzija bejzbola. Ovu zanimljivu igru splitski mladići igrali su otprilike do 1958. godine kada se Split počeo naglo širiti i kada je bilo sve manje prikladnih ledina za igranje “benza”. Vinko Milas i Rajko Kraljević, profesori Škole učenika u privredi u Solinu, ponovno su 1972. godine pokrenuli bejzbol tako što su učenike tijekom nastave tjelesnog odgoja upoznavali s tim športom. 
Uskoro su neki od osnivača Jugoslavenskog bejzbol kluba Krupa, Božidar Kučić i Vinko Reić su inicirali osnivanje bejzbol kluba Salona, te su zainteresirani učenici Škole učenika u privredi u Solinu zajedno sa svojim profesorima 7. ožujka 1974. godine, a registracija je usljedila 9. travnja te godine pri Sekretarijatu unutrašnjih poslova Split, pod brojem 138. Te iste godine svoje sjedište iz Solina je premjestio u Split (prvi klub u bivšoj Jugoslaviji).
Na godišnjoj skupštini 15. siječnja 1978. godine promijenjeno je ime u Bejzbol klub Nada, te je uslijedilo preseljenje sa Spinuta na Stari plac. Dana 21. prosinca 2000. godine klub je promijenio ime u Baseball-softball klub Nada - Split Ship Management.
Prijelazom na Stari plac 1979. godine klub mijenja ime u Baseball klub Nada Split. 1980. godine organizira se prvo prvenstvo Jugoslavije na kojem Nada Split postaje prvak. Isti uspjeh ponavlja i godinu kasnije. Hrvatski baseball savez utemeljen je 1986. godine, a službeno registriran 1989. godine sa sjedištem u Zagrebu. Osamostaljenjem Hrvatske BK Nada Split “ponavlja” uspjeh iz 1980. godine i osvaja prvo prvenstvo Hrvatske, odigrano 1992. godine. Kako bi se podigla kvaliteta bejzbola od 1998. godine organizira se Interliga u kojoj, osim hrvatskih, sudjeluju klubovi iz Slovačke, Slovenije, Mađarske i Srbije. 
Danas se bejzbolaška natjecanja u Hrvatskoj odigravaju u četiri kategorije od mladeži, kadeta, juniora do seniora. U posljednjih desetak godina Baseball klub Nada SSM – Split je ostvario je najveće uspjehe u svojoj povijesti.
Osvojio je prvenstvo Hrvatske 2004., 2005., 2010. i 2012. godine, kup Hrvatske 2009. godine te Inter ligu 2005. i 2010. godine. U mlađim uzrasnim kategorijama također ostvaruje zavidne rezultate što je proizvod kvalitetne škole bejzbola (od 1998. godine) i kvalitetnog rada s mladeži, kadetima i juniorima što je dovelo do osvajanja juniorskog prvenstva Hrvatske 2000., 2002., 2007. i 2008. godine, kadetskog prvenstva Hrvatske 2006.g i prvenstva Hrvatske za mladež 2003. godine.

## Klupski uspjesi
- Prvenstvo Hrvatske
  - prvaci Hrvatske: 1992., 2004., 2005., 2010., 2012., 2014., 2016., 2019.[1]
  - doprvaci: 2003., 2011., 2013., 2015.,[2] 2020.[3]

- Interliga
  - prvaci Inter lige: 2005., 2010., 2015.,[4] 2016.
  - doprvaci Interlige: 2012., 2014.
- Kup Hrvatske
  - pobjednici Kupa RH: 2009.
- Prvenstvo Jugoslavije 
  - prvaci: 1980., 1981.
- regionalno prvenstvo Hrvatske: 
  - prvaci: 1983.

### Europski nastupi
- kvalifikacije za Kup prvaka 2000. Kranj-Slovenija: 5. mjesto

"Nada" je nastupala u sastavu: Colović A., Colović D., Vujnović, Jurjević, Zekan, Šupraha, Praničević, Beharić, Pavlaković, Blažević, Tomašić, Jurić, 
- kvalifikacije za Kup prvaka 2001. Brno-Češka: 5. mjesto

"Nada" je nastupala u sastavu: Colović A., Colović D., Vujnović, Jurjević, Zekan, Šupraha, Praničević, Čizmić, Jurić, Bandalović, Machiedo, Tomašić, Henry i Ćulav.
- Kup CEB 2004. Köln i Solingen-Njemačka: 5. mjesto

"Nada" je nastupila u sastavu: Colović, Cameron, Monna, Sasso, Vujnović, Jurjević, Račić, Wiseman, Praničević, Karin, Berecka, Tomašić, Jurić, Bandalović, Bokšić i Šupraha.
European Championship Qualifier 2010 (Antwerpen): 3 mjesto

## Vanjske poveznice
- Klupske službene stranice

### Članci i zanimljivosti
- (engl.) Q&A with Ivan Racic, Head Coach Nada SSM Split  Arhivirana inačica izvorne stranice od 3. veljače 2011. (Wayback Machine), mister-baseball.com
- (engl.) Book Promotion “No ball to the Baseball” – 35 years of BK Nada SSM Split  Arhivirana inačica izvorne stranice od 3. veljače 2011. (Wayback Machine), mister-baseball.com
- (engl.) BK Nada SSM Split wins Croatian Championship  Arhivirana inačica izvorne stranice od 3. veljače 2011. (Wayback Machine), mister-baseball.com
- (engl.) Interview with Ernesto Garcia, Nada SSM Split  Arhivirana inačica izvorne stranice od 21. svibnja 2011. (Wayback Machine), mister-baseball.com
- (engl.) Nada SSM Split Wins Croatian Title  Arhivirana inačica izvorne stranice od 13. prosinca 2010. (Wayback Machine), baseballdeworld.com
- Mladen Cukrov: Baseball se počeo igrati u Splitu (95 godina od prvih bejzbol utakmica na Starom placu), gkmm.hr  Arhivirana inačica izvorne stranice od 1. rujna 2016. (Wayback Machine)